# 대하 (국가)

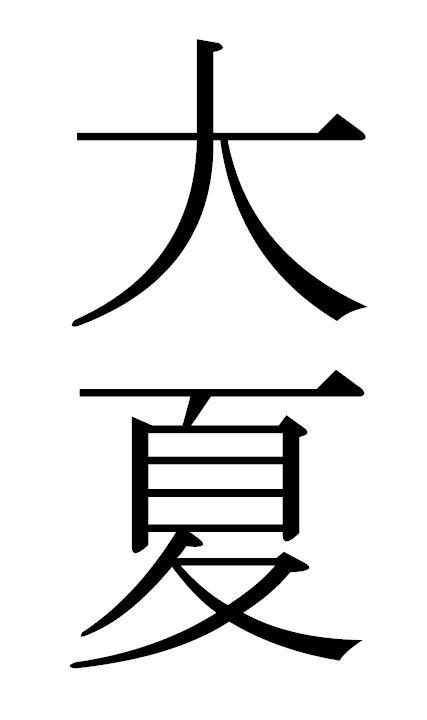
대하

대하(大夏)는 한나라에서 박트리아를 부르던 이름이라고 전해지지만 확실치 않다.
대하는 중국문헌에 기원전 3세기부터 나온다. 그 후 기원전 126년 장건은 박트리아를 대하로 기록했다는 설이 있다.
그들은 인구 100만의 중요한 도시 문명을 기술하였다. 그들은 작은 도시 왕 또는 행정관 아래에서 벽으로 둘러싸인 도시에서 살았다. 대하는 중국 남부에서도 오는 놀라울 정도로 다양한 물건을 교역하는 부유한 시장을 지닌 풍요로운 나라였다.
장건이 대하를 방문하였던 시기까지는 그 곳에서는 강력한 왕은 없었으며 박트리아인은 유목민 월지가 종주국이었다. 월지인들은 옥소스 강 너머의 그들 영토의 북쪽에 정착하였다. 장건은 복잡하지만 윤리라고 할 것이 없으며 전쟁을 무서워하지 않는 사람들을 기술하였다.
이들 보고서에 따르면 한나라 때 장건은 대하국, 대완국, 안식국의 도시 문명의 복잡도에 대해 말하였다고 한다. 그리고 그들과의 교역 개발에 관심을 지니게 되었다.
한나라에서 비단길로 여러 사절단의 파견하였다.

## 같이 보기
- 박트리아